# Porphyrinia candidana
Porphyrinia candidana är en fjärilsart som beskrevs av Fabricius. Porphyrinia candidana ingår i släktet Porphyrinia och familjen nattflyn. Inga underarter finns listade i Catalogue of Life.